# Anna Hrycyszyn
Anna Hrycyszyn (ur. 1978 w Tarnowskich Górach) – polska pisarka fantastyki.  

## Życiorys
Urodziła się w 1978 roku w Tarnowskich Górach. Mieszka w Gliwicach. Z wykształcenia jest tyflopedagogiem. 
Należy do grupy literackiej Harda Horda. Jest przewodniczącą Sekcji Literackiej „Logrus”, działającej przy Śląskim Klubie Fantastyki.

## Twórczość

### Powieści
- Zatopić „Niezatapialną” (2017)[1]

### Opowiadania
| Tytuł                                          | Publikacja                                                               | Rok  | Źródło |
| ---------------------------------------------- | ------------------------------------------------------------------------ | ---- | ------ |
| Manifest                                       | Fantazje Zielonogórskie II, Ad Astra                                     | 2012 | [ 1 ]  |
| Igła                                           | Antologia Geniusze Fantastyki, Genius Creations                          | 2016 | [ 1 ]  |
| Zaciągnąłem się                                | Szortal                                                                  | 2016 | [ 1 ]  |
| Nuk                                            | Szortal                                                                  | 2017 | [ 1 ]  |
| Chirurg                                        | Antologia Ścieżki wyobraźni: Zabawa w Boga, Śląski Klub Fantastyki       | 2017 | [ 1 ]  |
| Kiedy gwiazdy się na niebie…                   | Esencja                                                                  | 2017 | [ 1 ]  |
| Biuro podróży                                  | Fantazje Zielonogórskie VII, Ad Astra                                    | 2017 | [ 1 ]  |
| Zbynio                                         | Silmaris (8)                                                             | 2018 | [ 1 ]  |
| Detektyw Fiks i sprawa mechanicznego skafandra | Antologia Ścieżki wyobraźni: Skafander i melonik, Śląski Klub Fantastyki | 2018 | [ 1 ]  |
| Wow!                                           | Antologia Ten pierwszy raz, Genius Creations                             | 2018 | [ 1 ]  |
| Dom                                            | Antologia Fantazmaty. Tom II                                             | 2018 | [ 1 ]  |

## Nagrody i nominacje
| Rok  | Nagroda                       | Kategoria   | Nominacja                                      | Wynik     | Źródło |
| ---- | ----------------------------- | ----------- | ---------------------------------------------- | --------- | ------ |
| 2018 | Nagroda im. Janusza A. Zajdla | Opowiadanie | Detektyw Fiks i sprawa mechanicznego skafandra | Nominacja | [ 3 ]  |